# 챌린저스컵
챌린저스컵(Challengers Cup)은 대한민국의 컵 대회이다. 참가 팀은 K3리그에 참가하는 클럽들이다. 홈 앤 어웨이 방식이 아닌 대회 기간 동안 참가 팀들이 어느 한 지역에 모여서 그 곳에서만 대회를 치르는 방식으로 진행된다. 2011년 첫 대회가 충청북도 제천시에서 치러졌다. 최근 우승 팀은 이천 시민축구단이다.

## 구성

### 2011년
챌린저스리그 16개 팀의 싱글 엘리미네이션 토너먼트 방식으로 우승 팀을 가린다. 2011년 대회는 광주 광산 FC가 팀 사정으로 인해 불참하여, 15개 팀이 참가하였다.

### 2012년
챌린저스리그 18개 팀이 6개 조로 나뉘어 풀리그를 통해 각 조 1위와 성적이 좋은 조 2위 2팀이 본선 토너먼트에 진출하여 싱글 엘리미네이션 토너먼트 방식으로 우승 팀을 가린다.

### 2013년
시행되지 않음.

## 역대 우승팀
| 연도 | 우승     | 준우승   |
| ---- | -------- | -------- |
| 2011 | 이천시민 | 경주시민 |
| 2012 | 이천시민 | 포천시민 |

## 같이 보기
- K3리그
- FA컵
- 전국축구선수권대회
- 대통령배 전국축구대회
- 대한민국 축구 리그 시스템
- 대한축구협회